# Ōnakatomi no Sukechika
Ōnakatomi no Sukechika (大中臣輔親; 954 – 6 luglio 1038) è stato un poeta giapponese waka sacerdote shintoista e nobile del medio periodo Heian.
Suo padre era Ōnakatomi no Yoshinobu e sua madre era la figlia di Fujiwara no Kiyokane, ebbe come figlia la poetessa Ise no Taifu. Il suo nome è incluso nell'elenco antologico Chūko Sanjūrokkasen.

## Biografia
Nel 986 divenne membro del Kidendō e nel 991 fu promosso a jugoi. Nel 1001 fu nominato sommo sacerdote (saishu) presso il Santuario di Ise, nel 1008 divenne membro del Jingikan (Consiglio dei rituali shintoisti) e nel 1009 promosso a jushii. Intorno al 1022 fu nominato capo del jingikan e nel 1036 promosso a shōsanmi.
Sua moglie, Kura no Myobu, era la tata del quinto figlio di Fujiwara no Michinaga, Fujiwara no Norimichi, questo forse ha aiutato sua figlia Ise no Taifu a ottenere una posizione al servizio di Fujiwara no Shoshi. Non è chiaro, tuttavia, se Kura no Myobu fosse la madre di Ise no Taifu.

## Opera poetica
Era un poeta della famiglia di Ōnakatomi che ha prodotto poeti eccellenti per generazioni e ha presentato i suoi versi in occasione del Daijō-sai (大嘗祭, letto anche Ōname-Matsuri e Ōnie-no-Matsuri) per l'imperatore Sanjō, l'imperatore Go-Ichijō e l'imperatore Go-Suzaku. Compose anche byōbu-uta (versi su temi raffigurati su un paravento).
La sua collezione personale si chiama Sukechikadono-shū (輔親卿集). Circa trentuno delle sue poesie sono incluse in varie antologie imperiali tra cui lo Shūi Wakashū. Una delle sue poesie fu inclusa anche nell'Aikoku Hyakunin Isshu del 1943.